# Rezavý potok
Rezavý potok vytéká z dědičné štoly pod bývalou betonárkou v Hřebči v katastrálním území Boršov u Moravské Třebové v okrese Svitavy v nadmořské výšce 470 m a dále pokračuje jako Udánecký potok a ústí do Kunčinského potoka v Moravské Třebové.

## Popis
V Hřebečovském hřbetu v roce 1862 zahájili těžbu majitelé panství Lichtenštejnové. Nejdříve bylo těženo nekvalitní uhlí – cenomanské uhlí. Později byl těžen lupek a žárovzdorné jíly, které se zpracovávaly v pecích v Mladějově. Těžba uhlí byla ukončena v roce 1965 a lupku v roce 1991. Z bývalé dědičné štoly, která byla vybudována k odvodnění lupkových dolů, vytéká tzv. Rezavý potok, který meandruje k polní cestě, v krátkém úseku teče podél ní, než se pod ní ztrácí a dál pokračuje lesem ve směru k Udánkám. Vlivem důlní činnosti byl stržen pramen Třebovky, která pramenila na opačné straně Hřebečského hřbetu. Horní tok Třebovky je tak po většinu roku suchý. Rezavý potok je na naučné stezce Hřebečské důlní cesty označen jako sedmé stanoviště s informační tabulí.

## Voda potoka
Voda potoka je rezavě zbarvená, zapáchá po zkažených vejcích a je jedovatá. Působením  vody na horniny a uhlí s obsahem sulfidů vznikají kyselé vody. Vlivem chemických a biochemických reakcí jsou sulfidické sloučeniny oxidovány za vzniku vysoce mineralizovaných vod s nízkým pH a vysokým obsahem síranů a oxidů železa. V oblasti lupkových dolů je značný výskyt pyritu, který oxidaci zvyšuje kyselost vod. Zároveň se uvolňují oxidy železa za vzniku okrových blátivých vod.
Na potoce je řada umělých kaskád, které napomáhají provzdušnění důlní vody, rychlejší oxidaci železa a tím i jejímu čištění.